# Бій біля мису Спада
Бій біля мису Спада (англ. Battle of Cape Spada, італ. Battaglia di Capo Spada) — морський бій між легкими силами Королівських ВМС Австралії і Великої Британії з Італійським флотом, що відбувся 19 липня 1940 року в Середземному морі північно-західніше грецького острову Крит під час війни на Середземномор'ї. Під час бою італійський легкий крейсер «Бартоломео Колеоні» був потоплений, а «Джованні делле Банде Нере» зміг втекти.

## Передумови
У липні 1940 року командування італійським флотом вирішило перебазувати 2-гу бригаду крейсерів 2-ї ескадри у складі легких крейсерів «Бартоломео Коллеоні» та «Банде Нере» з Лівії на остів Лерос в Додеканеському архіпелазі, де б вони могли завдавати ударів по британському судноплавству в Егейському морі.
17 липня о 20:35 бригада під командуванням контр-адмірала Фердінандо Касарді вирушила з Триполі. Прибуття на базу очікувалось о 14:00 19 липня.
18 липня 2-га британська флотилія у складі 4 есмінців вирушила («Гейсті», «Гіперіон», «Хіроу», «Айлекс» ) під командуванням капітана Ніколсона вирушила з Александрії для розвідки мінних полів та пошуку ворожих підводних човнів поблизу Криту. За дві години з Александрії вирушили крейсер «Сідней» та есмінець «Хавок». Командир крейсера капітан Джон Коллінз отримав наказ прикривати флотилію Ніколсона, а потім здійснювати пошук на ворожих комунікаціях.

## Хід бою
19 липня о 6:00 італійські крейсери увійшли в Антикітерську протоку. Вони рухались зі швидкістю 25 вузлів, здійснюючи протичовнові маневри. Контр-адмірал Касарді не мав жодної інформації про кораблі противника. Італійська розвідка була дуже слабою. Для розвідки на шляху переходу крейсерів було виділено всього два гідролітаки, але вони з'явились над місцем бою занадто пізно. Запустити ж гідролітаки з крейсерів не вдалось через те, що був сильний вітер та хвилі, а сонце знаходилось прямо по курсу.
Незабаром з'явились британські есмінці. Касарді прийняв їх за ескорт конвою і наказав збільшити швидкість до 32 вузлів та відкрити вогонь гарматами головного калібру. Британські кораблі розвернулись на північний схід та почали відходити. Капітан Ніколсон передав радіограму про допомогу. Крейсер «Сідней» та есмінець «Хавок» вирушили на допомогу.
Італійці переслідували британські есмінці до 7:30. В цей час вони потрапили під вогонь «Сіднея». Один зі снарядів влучив у «Бартоломео Коллеоні». Італійці розвернулись на 90³ і відкрили вогонь з кормових башт. Один зі снарядів з «Банде Нере» влучив у «Сідней». Італійці поставили димову завісу. Вони вважали, що у противника є 2 крейсери, хоча фактично мали перевагу над кораблями противника. Касарді вирішив вести бій на відході.
О 8:24, коли кораблі перебували за 5 миль від мису Спада, в «Бартоломео Коллеоні» влучив 152-мм снаряд зі «Сіднея», який вивів з ладу рульове управління. На щастя, рулі у цей момент перебували у середньому положенні, і корабель не почав циркуляцію, а продовжував рухатись своїм курсом.
Через деякий час в «Бартоломео Коллеоні» влучив ще один снаряд, який вибухнув у бойовій рубці. Цей вибух призвів до великих втрат в особовому складі та викликав пожежу. Але фатальним виявився третій снаряд, який влучив у котельне відділення з котлами № 5 і № 6. Внаслідок влучання був розбитий головний трубопровід, припинилась подача води до інших котлів. Крейсер втратив хід, але його 152-мм гармати продовжували вести вогонь.
Британці зосередили весь вогонь на «Бартоломео Коллеоні». О 8:30 він був повністю охоплений полум'ям, і командир корабля Умберто Новаро наказав покинути корабель.
Але в цей час есмінці «Айлекс» та «Хавок» випустили торпеди, дві з яких влучили у крейсер. Перша влучила у борт перед першою баштою, внаслідок чого носова частина відірвалась та затонула. Друга торпеда влучила у середню частину корабля. Крейсер перекинувся на бік та затонув.
Після цього крейсер «Сідней» та есмінці «Хіроу» і «Гейсті» продовжили переслідування «Банде Нере». В італійський крейсер влучило декілька снарядів, але йому вдалось врятуватись лише тому, що на «Сіднеї» закінчився боєзапас.
Решта британських есмінців зайнялись порятунком італійських моряків. Але в цей час вони були атаковані італійською авіацією, що утруднило рятувальні роботи. Всього було врятовано 525 моряків, з них 95 поранених (8 з них померли та були поховані у морі). Ще 7 італійських моряків були підібрані грецькими рибалками. Капітан Умберто Новаро помер у госпіталі в Александрії. На його похорони прийшли моряки кораблів, що брали участь у битві, в тому числі капітан Коллінз.
Загалом італійці втратили 121 чоловіка.

## Наслідки
Загибель крейсера «Бартоломео Коллеоні» була сильним ударом по бойовому духу італійського флоту.
Бій показав перевагу британського флоту над італійським у рівні підготовки особового та командного складу. Маючи перевагу, італійці діяли нерішуче, а при появі нових кораблів вирішили відступити. Перевагу продемонстрували також британські комендори. Із 1300 випущених снарядів 5 влучили у ціль. В той же час, з 500 снарядів, випущених італійцями, у ціль влучив лише один.
Бій також показав дуже погані бойові якості крейсерів типу «Альберто да Джуссано». «Бартоломео Коллеоні» був виведений з ладу влучанням всього лиш декількох снарядів середнього калібру, причому, влучання лише одного з них призвело до втрати ходу. Далось взнаки рішення італійських конструкторів пожертвувати бронюванням задля більшої швидкості. Але фактично у бою крейсер не зміг розвинути максимальну швидкість, що не дало змоги спочатку наздогнати британські есмінці, а потім втекти від британського крейсера, які офіційно мали меншу швидкість.

## Карта бою